# Сором'язливість крони

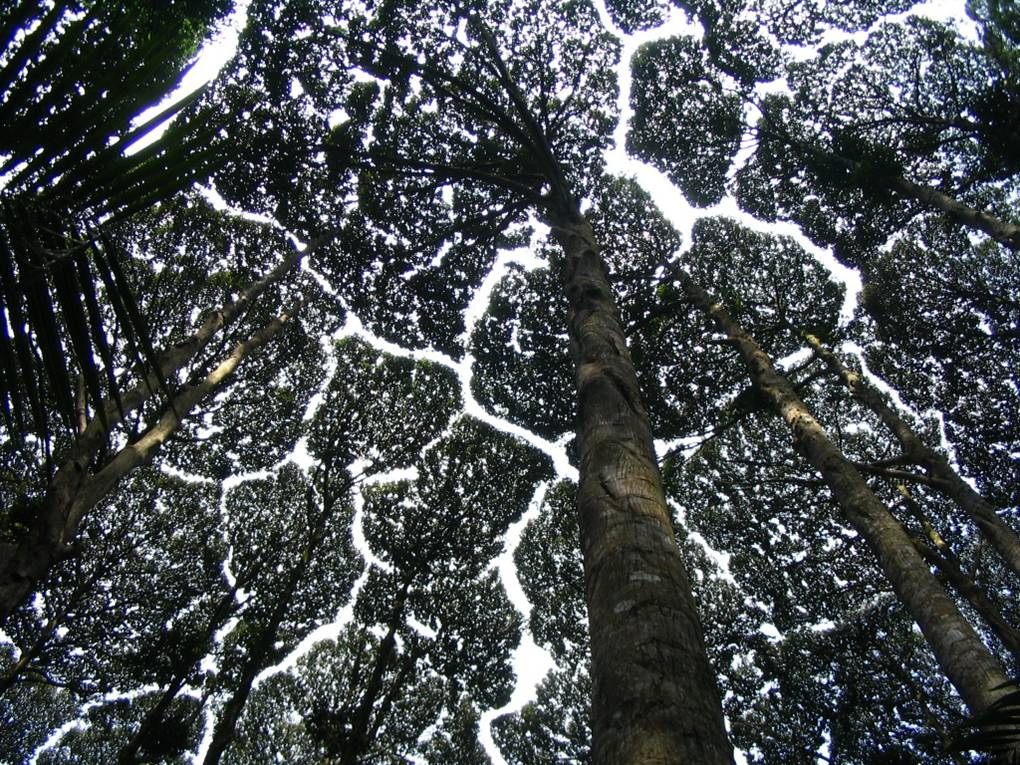
Намет D. aromatica в Інституті дослідження лісів Малайзії, що демонструє сором'язливість крони

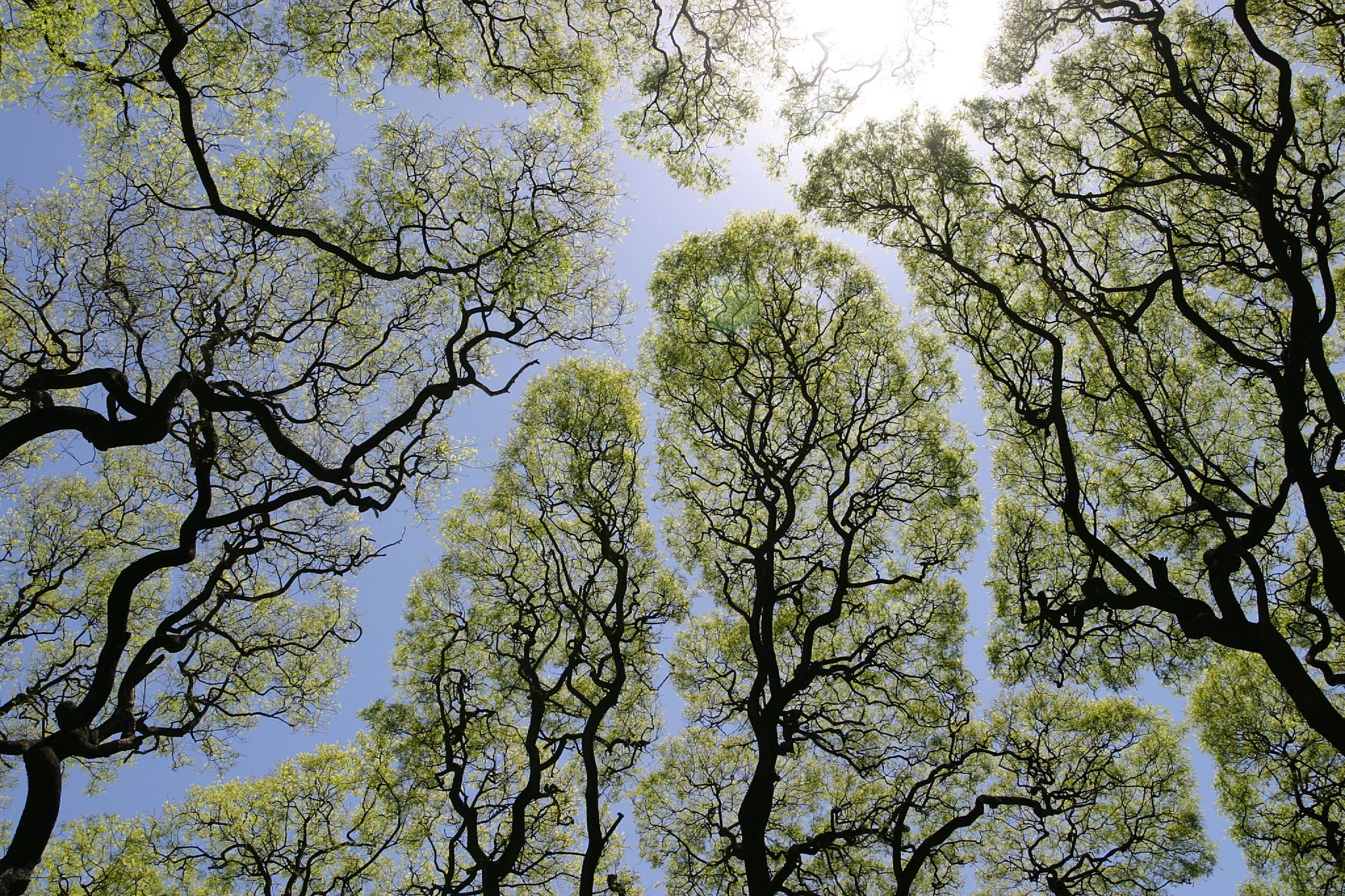
Сором'язливість крони дерев на площі Сан-Мартіна (Буенос-Айрес), Аргентина

Сором'язливість крони (англ. crown shyness) — це феномен, який спостерігається у деяких видів дерев, коли крони повністю розвинених дерев не торкаються одна одної, формуючи Намет лісу з каналами-прогалинами. Інші назви феномену — розімкнутість намету, сором'язливість намету, чи міжкроновий простір.
Феномен як правило спостерігається у дерев одного виду, однак зафіксовані випадки між деревами різних видів.

## Причини
Згоди науковців щодо точної причини сором'язливості на цей час не знайдено, хоча в науковій літературі феномен обговорюється з 1920-х років.
За однією з теорій, високі тонкі дерева у вітряній місцевості можуть під час сильних вітрів отримувати фізичні пошкодження, і щоб уникнути тертя та обламування, вони реагують сором'язливістю крони. Експерименти показали, що дерева поступово заповнюють прогалини між кронами, якщо їх штучно обмежити від зіткнення внаслідок дії вітру.
Австралійський лісничий М. Р. Джейкобс, який вивчав сором'язливість крони у евкаліптів 1955 року, вважав, що точки росту гілок дерев чутливі до тертя і це призводить до прогалин у полозі лісу. Франко 1986 року спостерігав, що гілки ялини ситхінської (Picea sitchensis) та модрини тонколускатої отримували фізичні пошкодження від тертя, яке збивало бруньки росту суміжних пагонів.
Однак малайзійський вчений Ф. С. П. Нґ, який досліджував Dryobalanops aromatica 1977 року, не знайшов на цьому дереві доказів пошкоджень від тертя. Він припустив, що точки росту чутливі до рівня освітленості і припиняли рости при наближенні до оточуючої рослинності. У берези повислої менше бруньок розвивається в частинах крони, які вже є щільними, або там, де крона починає стикатися з кронами інших дерев, ймовірно через меншу освітленість.
Ще одним поясненням сором'язливості крони є пригнічення поширення личинок комах-мінерів, що харчуються листям.

## Види дерев
Дерева, які демонструють сором'язливість крони, включають:
- види роду Dryobalanops родини діптерокарпових, включно з Dryobalanops lanceolata[15] та Dryobalanops aromatica (kapur)

- деякі види евкаліпта[16]

- сосна широкохвойна[3]

- Avicennia germinans або чорні мангри[5]

- Didymopanax pittieri[17][6]

- Clusia alata[17][6]

- К. Пайджманс спостерігав сором'язливість крони у міжвидовій групі дерев, яка складалась із Celtis spinosa та Pterocymbium beccarii[7]